# Texania campestris
Texania campestris är en skalbaggsart som först beskrevs av Thomas Say 1823.  Texania campestris ingår i släktet Texania och familjen praktbaggar. Inga underarter finns listade i Catalogue of Life.